# Gabriel Erik Sparre
Gabriel Erik Sparre, född 1726, död 1804 i Kristianstad, var en svensk friherre och landshövding.
Sparre deltog i det pommerska kriget och befordrades till sekundmajor 1759. Därefter var han landshövding i Kristianstads län 1776–1786. 
Han var son till landshövdingen Fredrik Henrik Sparre och Virginia Christina Lilliehöök af Fårdala samt bror till Carl Sparre och rikskanslern Fredrik Sparre. Han var gift med Helena Juliana Coyet (1724–1769) och far till Ulrika Lovisa Maria Sparre, gift med riksdrotsen Carl Axel Trolle-Wachtmeister.